# Deutscher Spiele Preis

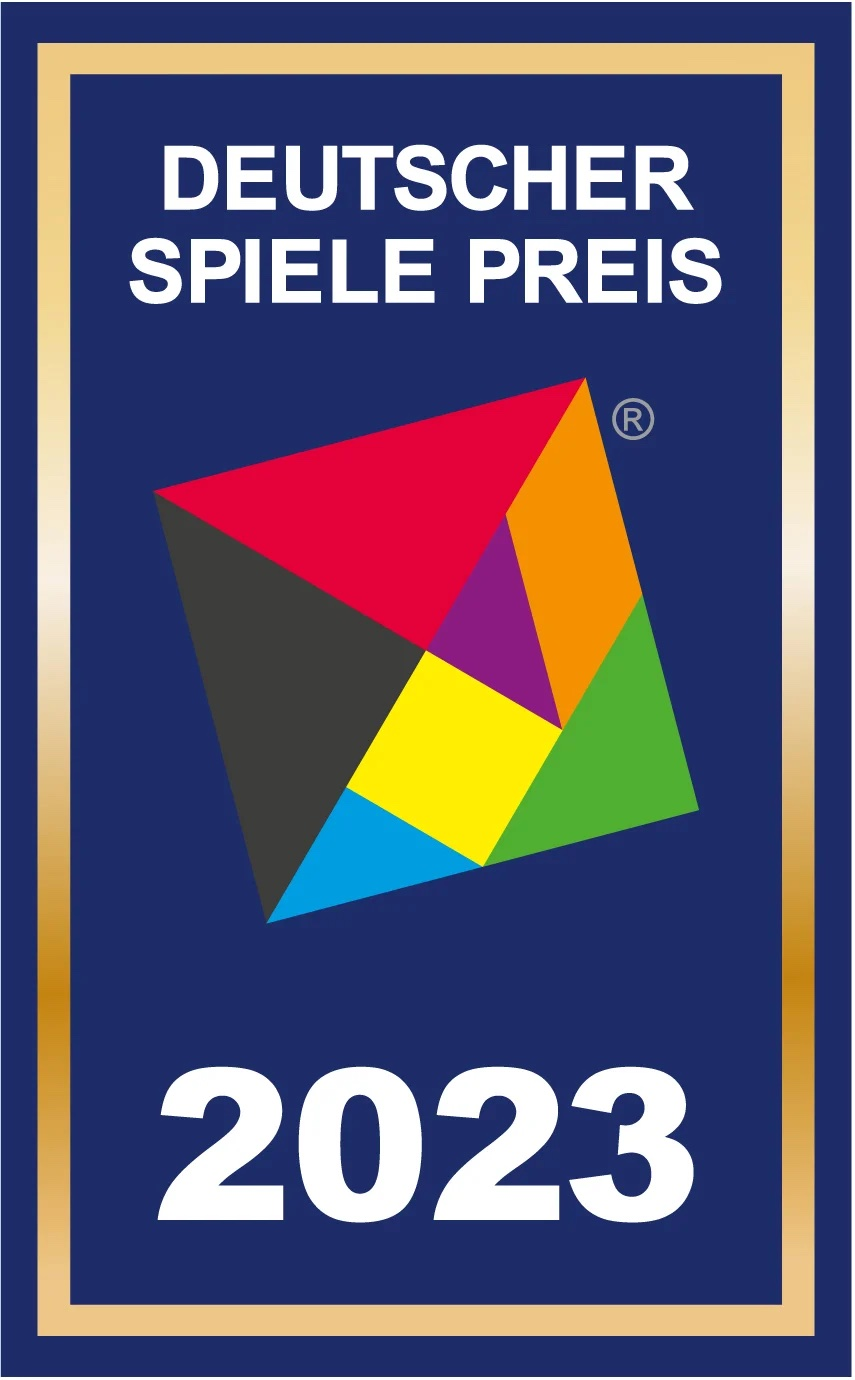
Logo del premio Deutschen Spielepreises.

Il Deutscher Spiele Preis (Premio Tedesco per i Giochi) è un premio per i giochi da tavolo in stile tedesco. È stato creato nel 1990 dalla rivista tedesca "Die Pöppel-Revue", che raccoglie i giudizi dei negozi del settore, delle riviste, dei professionisti e dei club. Il risultato viene annunciato ogni anno alla fiera Internationale Spieltage che si svolge nel mese di ottobre a Essen (Germania). Durante la stessa cerimonia viene anche consegnato l'Essener Feder, che premia il gioco da tavolo con le migliori regole, e il Deutscher Kinderspiele Preis, riservato ai giochi per bambini.
Contrariamente allo Spiel des Jahres, con cui vengono premiati i giochi per famiglie, il Deutscher Spiele Preis viene assegnato a giochi da tavolo di maggiore complessità, con particolare attenzione alla bontà e all'innovazione del gioco.

## Vincitori

### Premio Deutscher Spiele Preis
| Anno   | Pos. | Gioco                                     | Autore                                                                  | Editore                                        |
| ------ | ---- | ----------------------------------------- | ----------------------------------------------------------------------- | ---------------------------------------------- |
| 1990   | 1    | Adel verpflichtet                         | Klaus Teuber                                                            | F.X. Schmid                                    |
| 1990   | 2    | À la carte                                | Karl-Heinz Schmiel                                                      | Moskito Spiele                                 |
| 1990   | 3    | Ein solches Ding                          | Urs Hostettler                                                          | Fata Morgana Spiele                            |
| 1990   | 4    | Favoriten                                 | Walter Müller                                                           | Walter Müllers Spielewerkstatt                 |
| 1990   | 5    | Goldrausch                                | Reiner Knizia                                                           | Hans im Glück                                  |
| 1990   | 6    | Holiday AG                                | Wolfgang Kramer                                                         | F.X. Schmid                                    |
| 1990   | 7    | Römer                                     | Rudolf Ross                                                             | Hexagames                                      |
| 1990   | 8    | Wind & Wetter                             | Ben van Dijk, Wil Dijkstra                                              | Jumbo                                          |
| 1990   | 9    | Timberland                                | Klaus Teuber                                                            | HABA                                           |
| 1990   | 10   | Dicke Kartoffeln                          | Doris Matthäus, Frank Nestel                                            | Abacusspiele                                   |
| 1991   | 1    | Master Labyrinth                          | Max J. Kobbert                                                          | Ravensburger                                   |
| 1991   | 2    | Bauernschlau                              | Tom Schoeps                                                             | F.X. Schmid                                    |
| 1991   | 3    | Drunter & Drüber                          | Klaus Teuber                                                            | Hans im Glück                                  |
| 1991   | 4    | Vampiri in salsa rossa                    | Alex Randolph, Walter Obert, Dario De Toffoli                           | Ravensburger                                   |
| 1991   | 5    | Casablanca                                | Eric Solomon                                                            | Amigo Spiele                                   |
| 1991   | 6    | Girl Talk                                 |                                                                         | F.X. Schmid                                    |
| 1991   | 7    | Chamäleon                                 | Wolfgang Großkopf                                                       | VSK-Erwachsenenspiele                          |
| 1991   | 8    | Duftende Spuren                           | Christa Heidorn, Jürgen Heidorn                                         | Heidorns                                       |
| 1991   | 9    | Flußpiraten                               | Walter Müller, Klaus Zoch                                               | Walter Müllers Spielewerkstatt                 |
| 1991   | 10   | Columbus                                  | Wolfgang Kramer                                                         | Ravensburger                                   |
| 1992   | 1    | Der fliegende Holländer                   | Klaus Teuber                                                            | Parker                                         |
| 1992   | 2    | Um Reifenbreite                           | Rob Bontenbal                                                           | Jumbo                                          |
| 1992   | 3    | Quo Vadis                                 | Reiner Knizia                                                           | Hans im Glück                                  |
| 1992   | 4    | Tal der Könige                            | Christian Beierer                                                       | Franckh                                        |
| 1992   | 5    | Schraumeln                                | Urs Hostettler                                                          | F.X. Schmid                                    |
| 1992   | 6    | Cosmic Encounter                          | Bill Eberle u. a.                                                       | Hexagames                                      |
| 1992   | 7    | Minos                                     | Jean Vanaise, Jean Claude Sohier                                        | Ravensburger                                   |
| 1992   | 8    | Extrablatt                                | Karl-Heinz Schmiel                                                      | Moskito Spiele                                 |
| 1992   | 9    | Razzia                                    | Stefan Dorra                                                            | Ravensburger                                   |
| 1992   | 10   | Neolithibum                               | Harald Bilz, Peter Gudbrod                                              | Heidelberger Spieleverlag                      |
| 1993   | 1    | Modern Art                                | Reiner Knizia                                                           | Hans im Glück                                  |
| 1993   | 2    | Tutanchamun                               | Reiner Knizia                                                           | Amigo Spiele                                   |
| 1993   | 3    | Vernissage                                | Klaus Teuber                                                            | TM                                             |
| 1993   | 4    | Bluff                                     | Richard Borg                                                            | F.X. Schmid                                    |
| 1993   | 5    | Acquire                                   | Sid Sackson                                                             | Schmidt Spiele                                 |
| 1993   | 6    | Rheingold                                 | Reinhard Herbert                                                        | Jumbo                                          |
| 1993   | 7    | Spiel der Türme                           | Rudi Hoffmann                                                           | Schmidt Spiele                                 |
| 1993   | 8    | Sticheln                                  | Klaus Palesch                                                           | Amigo Spiele                                   |
| 1993   | 9    | Empire                                    | Gary Dicken, Steve Kendall                                              | Welt der Spiele                                |
| 1993   | 10   | Pfusch                                    | Harald Bilz, Peter Gudbrod, Rainer Kröhn                                | Heidelberger Spieleverlag                      |
| 1994   | 1    | 6 nimmt!                                  | Wolfgang Kramer                                                         | Amigo Spiele                                   |
| 1994   | 2    | Capone                                    | Mark Caines, Anthony Watts                                              | Amigo Spiele                                   |
| 1994   | 3    | Manhattan                                 | Andreas Seyfarth                                                        | Hans im Glück                                  |
| 1994   | 4    | Intrige                                   | Stefan Dorra                                                            | F.X. Schmid                                    |
| 1994   | 5    | Rette sich wer kann                       | Ronald Wettering                                                        | Walter Müllers Spielewerkstatt                 |
| 1994   | 6    | Was sticht?                               | Karl-Heinz Schmiel                                                      | Moskito Spiele                                 |
| 1994   | 7    | Auf Heller und Pfennig                    | Reiner Knizia                                                           | Hans im Glück                                  |
| 1994   | 8    | Knock Out                                 | Wolfgang Panning                                                        | TM-Spiele                                      |
| 1994   | 9    | Take it easy                              | Peter Burley                                                            | F.X. Schmid                                    |
| 1994   | 10   | Billabong                                 | Eric Solomon                                                            | Franjos                                        |
| 1995   | 1    | I coloni di Catan                         | Klaus Teuber                                                            | Kosmos                                         |
| 1995   | 2    | Linie 1                                   | Stefan Dorra                                                            | Goldsieber Spiele                              |
| 1995   | 3    | Sternenhimmel                             | Tom Schoeps                                                             | Goldsieber Spiele                              |
| 1995   | 4    | Die Maulwurf Company                      | Virginia Charves, Bertram Kaes                                          | Ravensburger                                   |
| 1995   | 5    | Medici                                    | Reiner Knizia                                                           | Amigo Spiele                                   |
| 1995   | 6    | Galopp Royal                              | Klaus Teuber                                                            | Goldsieber Spiele                              |
| 1995   | 7    | Buzzle                                    | Bill Eberle, Jack Kittredge, Peter Olotka                               | Franjos                                        |
| 1995   | 8    | Hattrick                                  | Klaus Palesch                                                           | Amigo Spiele                                   |
| 1995   | 9    | Set                                       | Marsha Jean Falco                                                       | F.X. Schmid                                    |
| 1995   | 10   | High Society                              | Reiner Knizia                                                           | Ravensburger                                   |
| 1996   | 1    | El Grande                                 | Wolfgang Kramer, Richard Ulrich                                         | Hans im Glück                                  |
| 1996   | 2    | Entdecker                                 | Klaus Teuber                                                            | Goldsieber Spiele                              |
| 1996   | 3    | Carabande                                 | Jean du Poël                                                            | Goldsieber Spiele                              |
| 1996   | 4    | Mü                                        | Doris Matthäus, Frank Nestel                                            | Spiele von Doris & Frank                       |
| 1996   | 5    | Reibach & Co                              | Alan R. Moon, Mick Ado                                                  | F.X. Schmid                                    |
| 1996   | 6    | Marracash                                 | Stefan Dorra                                                            | Kosmos                                         |
| 1996   | 7    | Yucata'                                   | Stefan Dorra                                                            | Hans im Glück                                  |
| 1996   | 8    | Campanile                                 | Hanno Kuhn, Wilfried Kuhn                                               | Blatz Spiele                                   |
| 1996   | 9    | Ab die Post!                              | Helga Huber, Hermann Huber                                              | Goldsieber Spiele                              |
| 1996   | 10   | Top Race                                  | Wolfgang Kramer                                                         | ASS                                            |
| 1997   | 1    | Löwenherz                                 | Klaus Teuber                                                            | Goldsieber Spiele                              |
| 1997   | 2    | I coloni di Catan — gioco di carte        | Klaus Teuber                                                            | Kosmos                                         |
| 1997   | 3    | Showmanager                               | Dirk Henn                                                               | Queen Games                                    |
| 1997   | 4    | Mississippi Queen                         | Werner Hodel                                                            | Goldsieber Spiele                              |
| 1997   | 5    | Semenza                                   | Uwe Rosenberg                                                           | Amigo Spiele                                   |
| 1997   | 6    | Serenissima                               | Dominique Ehrhard, Duccio Vitale                                        | Eurogames Descartes                            |
| 1997   | 7    | Der zerstreute Pharao                     | Gunter Baars                                                            | Ravensburger                                   |
| 1997   | 8    | Expedition                                | Wolfgang Kramer                                                         | Queen Games                                    |
| 1997   | 9    | Beim Zeus                                 | Klaus Palesch                                                           | Kosmos                                         |
| 1997   | 10   | Manitou                                   | Günter Burkhardt                                                        | Goldsieber Spiele                              |
| 1998   | 1    | Tigri & Eufrate                           | Reiner Knizia                                                           | Hans im Glück                                  |
| 1998   | 2    | Ursuppe                                   | Doris Matthäus, Frank Nestel                                            | Spiele von Doris & Frank                       |
| 1998   | 3    | Elfenland                                 | Alan R. Moon                                                            | Amigo Spiele                                   |
| 1998   | 4    | Durch die Wüste                           | Reiner Knizia                                                           | Kosmos                                         |
| 1998   | 5    | Canyon                                    | Frederick A. Herschler                                                  | Abacusspiele                                   |
| 1998   | 6    | Basari                                    | Reinhard Staupe                                                         | F.X. Schmid                                    |
| 1998   | 7    | Tycoon                                    | Wolfgang Kramer, Horst-Rainer Rösner                                    | Jumbo                                          |
| 1998   | 8    | Caesar & Cleopatra                        | Wolfgang Lüdtke                                                         | Kosmos                                         |
| 1998   | 9    | Die Macher                                | Karl-Heinz Schmiel                                                      | Hans im Glück, Moskito Spiele                  |
| 1998   | 10   | Freibeuter                                | Reiner Stockhausen                                                      | Hans im Glück                                  |
| 1999   | 1    | Tikal                                     | Wolfgang Kramer, Michael Kiesling                                       | Ravensburger                                   |
| 1999   | 2    | Ra                                        | Reiner Knizia                                                           | Alea Ravensburger                              |
| 1999   | 3    | Union Pacific                             | Alan R. Moon                                                            | Amigo Spiele                                   |
| 1999   | 4    | Samurai                                   | Reiner Knizia                                                           | Hans im Glück                                  |
| 1999   | 5    | Die Händler                               | Wolfgang Kramer, Richard Ulrich                                         | Queen Games                                    |
| 1999   | 6    | Giganten                                  | Wilko Manz                                                              | Kosmos                                         |
| 1999   | 7    | Verräter                                  | Marcel-André Casasola Merkle                                            | Adlung-Spiele                                  |
| 1999   | 8    | Mamma Mia!                                | Uwe Rosenberg                                                           | Abacusspiele                                   |
| 1999   | 9    | Chinatown                                 | Karsten Hartwig                                                         | Alea Ravensburger                              |
| 1999   | 10   | Pfeffersäcke                              | Christwart Conrad                                                       | Goldsieber Spiele                              |
| 2000   | 1    | Taj Mahal                                 | Reiner Knizia                                                           | Alea Ravensburger                              |
| 2000   | 2    | Torres                                    | Wolfgang Kramer, Michael Kiesling                                       | FX                                             |
| 2000   | 3    | I Principi di Firenze                     | Wolfgang Kramer, Richard Ulrich                                         | Alea Ravensburger                              |
| 2000   | 4    | La Città                                  | Gerd Fenchel                                                            | Kosmos                                         |
| 2000   | 5    | Vinci                                     | Philippe Keyaerts                                                       | Eurogames Descartes                            |
| 2000   | 6    | Citadels                                  | Bruno Faidutti                                                          | Hans im Glück                                  |
| 2000   | 7    | Carolus Magnus                            | Leo Colovini                                                            | Winning Moves                                  |
| 2000   | 8    | Kardinal & König                          | Michael Schacht                                                         | Goldsieber Spiele                              |
| 2000   | 9    | Morgenland                                | Richard Breese                                                          | Hans im Glück                                  |
| 2000   | 10   | Zoff im Zoo                               | Doris Matthäus, Frank Nestel                                            | Spiele von Doris & Frank                       |
| 2001   | 1    | Carcassonne                               | Klaus-Jürgen Wrede                                                      | Hans im Glück                                  |
| 2001   | 2    | Medina                                    | Stefan Dorra                                                            | Hans im Glück                                  |
| 2001   | 3    | Die Händler von Genua                     | Rüdiger Dorn                                                            | Alea Ravensburger                              |
| 2001   | 4    | Evo                                       | Philippe Keyaerts                                                       | Eurogames Descartes                            |
| 2001   | 5    | Capitol                                   | Alan R. Moon, Aaron Weissblum                                           | Schmidt                                        |
| 2001   | 6    | Cartagena                                 | Leo Colovini                                                            | Winning Moves                                  |
| 2001   | 7    | San Marco                                 | Alan R. Moon, Aaron Weissblum                                           | Ravensburger                                   |
| 2001   | 8    | Babel                                     | Uwe Rosenberg, Hagen Dorgathen                                          | Kosmos                                         |
| 2001   | 9    | Java                                      | Wolfgang Kramer, Michael Kiesling                                       | Ravensburger                                   |
| 2001   | 10   | Das Amulett                               | Alan R. Moon, Aaron Weissblum                                           | Goldsieber Spiele                              |
| 2002   | 1    | Puerto Rico                               | Andreas Seyfarth                                                        | Alea Ravensburger                              |
| 2002   | 2    | Trans America                             | Franz-Benno Delonge                                                     | Winning Moves                                  |
| 2002   | 3    | Dschunke                                  | Michael Schacht                                                         | Queen Games                                    |
| 2002   | 4    | Villa Paletti                             | Bill Payne                                                              | Zoch                                           |
| 2002   | 5    | Mexica                                    | Wolfgang Kramer, Michael Kiesling                                       | Ravensburger                                   |
| 2002   | 6    | Nautilus                                  | Brigitte Ditt, Wolfgang Ditt                                            | Kosmos                                         |
| 2002   | 7    | Goldland                                  | Wolfgang Kramer                                                         | Goldsieber Spiele                              |
| 2002   | 8    | Pueblo                                    | Wolfgang Kramer, Michael Kiesling                                       | Ravensburger                                   |
| 2002   | 9    | Piratenbucht                              | Paul Randles, Daniel Stahl                                              | Amigo Spiele                                   |
| 2002   | 10   | Magellan                                  | Tom Lehmann                                                             | Hans im Glück                                  |
| 2003   | 1    | Amun-Re                                   | Reiner Knizia                                                           | Hans im Glück                                  |
| 2003   | 2    | Alhambra                                  | Dirk Henn                                                               | Queen Games                                    |
| 2003   | 3    | Clans                                     | Leo Colovini                                                            | Winning Moves                                  |
| 2003   | 4    | Paris Paris                               | Michael Schacht                                                         | Abacusspiele                                   |
| 2003   | 5    | Löwenherz                                 | Klaus Teuber                                                            | Kosmos                                         |
| 2003   | 6    | Fische Fluppen Frikadellen                | Friedemann Friese                                                       | 2F                                             |
| 2003   | 7    | Mare Nostrum                              | Serge Laget                                                             | Eurogames Descartes                            |
| 2003   | 8    | New England                               | Alan R. Moon, Aaron Weissblum                                           | Goldsieber Spiele                              |
| 2003   | 9    | Coloretto                                 | Michael Schacht                                                         | Abacusspiele                                   |
| 2003   | 10   | Edel, Stein & Reich                       | Reinhard Staupe                                                         | Alea Ravensburger                              |
| 2004   | 1    | Saint Petersburg                          | Michael Tummelhofer                                                     | Hans im Glück                                  |
| 2004   | 2    | San Juan                                  | Andreas Seyfarth                                                        | Alea Ravensburger                              |
| 2004   | 3    | Goa                                       | Rüdiger Dorn                                                            | Hans im Glück                                  |
| 2004   | 4    | Attika                                    | Marcel-André Casasola Merkle                                            | Hans im Glück                                  |
| 2004   | 5    | Einfach Genial                            | Reiner Knizia                                                           | Kosmos                                         |
| 2004   | 6    | Ticket To Ride                            | Alan R. Moon                                                            | Days of Wonder                                 |
| 2004   | 7    | Raja                                      | Wolfgang Kramer, Michael Kiesling                                       | Phalanx Games                                  |
| 2004   | 8    | Fuggi Fuggi!                              | Friedemann Friese                                                       | 2F, Giochi Uniti                               |
| 2004   | 9    | Hansa                                     | Michael Schacht                                                         | Abacusspiele                                   |
| 2004   | 10   | Die Brücken von Shangrila                 | Leo Colovini                                                            | Kosmos                                         |
| 2005   | 1    | Louis XIV                                 | Rüdiger Dorn                                                            | Alea Ravensburger                              |
| 2005   | 2    | Niagara                                   | Thomas Liesching                                                        | Zoch                                           |
| 2005   | 3    | Manila                                    | Franz-Benno Delonge                                                     | Zoch                                           |
| 2005   | 4    | Ubongo                                    | Grzegorz Rejchtman                                                      | Kosmos                                         |
| 2005   | 5    | Himalaya                                  | Régis Bonnessée                                                         | Tilsit Editions                                |
| 2005   | 6    | In 80 Tagen um die Welt                   | Michael Rieneck                                                         | Kosmos                                         |
| 2005   | 7    | Shadows over Camelot                      | Bruno Cathala, Serge Laget                                              | Days of Wonder                                 |
| 2005   | 8    | Jambo                                     | Rüdiger Dorn                                                            | Kosmos                                         |
| 2005   | 9    | Das Zepter von Zavandor                   | Jens Drögemüller                                                        | Lookout Games                                  |
| 2005   | 10   | Verflixxt!                                | Wolfgang Kramer, Michael Kiesling                                       | Ravensburger                                   |
| 2006   | 1    | Caylus                                    | William Attia                                                           | Ystari Games, Huch & friends                   |
| 2006   | 2    | Thurn und Taxis                           | Andreas Seyfarth, Karen Seyfarth                                        | Hans im Glück                                  |
| 2006   | 3    | Antike                                    | Walther Gerdts                                                          | Eggertspiele                                   |
| 2006   | 4    | Blue Moon City                            | Reiner Knizia                                                           | Kosmos                                         |
| 2006   | 5    | Mesopotamien                              | Klaus-Jürgen Wrede                                                      | Phalanx Games                                  |
| 2006   | 6    | Elasund                                   | Klaus Teuber                                                            | Kosmos                                         |
| 2006   | 7    | Mauerbauer                                | Leo Colovini                                                            | Hans im Glück                                  |
| 2006   | 8    | Hazienda                                  | Wolfgang Kramer                                                         | Hans im Glück                                  |
| 2006   | 9    | Augsburg 1520                             | Karsten Hartwig                                                         | Alea Ravensburger                              |
| 2006   | 10   | Um Ru(h)m & Ehre                          | Stefan Feld                                                             | Alea Ravensburger                              |
| 2007   | 1    | I pilastri della Terra                    | Michael Rieneck, Stefan Stadler                                         | Kosmos                                         |
| 2007   | 2    | Notre Dame                                | Stefan Feld                                                             | Alea Ravensburger                              |
| 2007   | 3    | Wikinger                                  | Michael Kiesling                                                        | Hans im Glück                                  |
| 2007   | 4    | Yspahan                                   | Sébastien Pauchon                                                       | Ystari Games, Huch & friends                   |
| 2007   | 5    | Zooloretto                                | Michael Schacht                                                         | Abacusspiele                                   |
| 2007   | 6    | Arkadia                                   | Rüdiger Dorn                                                            | Ravensburger                                   |
| 2007   | 7    | Imperial                                  | Walther Gerdts                                                          | Eggertspiele                                   |
| 2007   | 8    | Leonardo da Vinci                         | Acchittocca                                                             | Abacusspiele, daVinci Editrice                 |
| 2007   | 9    | Jenseits von Theben                       | Peter Prinz                                                             | Queen Games                                    |
| 2007   | 10   | Colosseum                                 | Wolfgang Kramer, Markus Lübke                                           | Days of Wonder                                 |
| 2008   | 1    | Agricola                                  | Uwe Rosenberg                                                           | Lookout Games                                  |
| 2008   | 2    | Stone Age                                 | Michael Tummelhofer                                                     | Hans im Glück                                  |
| 2008   | 3    | Cuba                                      | Michael Rieneck, Stefan Stadler                                         | Eggertspiele                                   |
| 2008   | 4    | Im Jahr des Drachen                       | Stefan Feld                                                             | Alea Ravensburger                              |
| 2008   | 5    | Tribun                                    | Karl-Heinz Schmiel                                                      | Heidelberger Spieleverlag                      |
| 2008   | 6    | Hamburgum                                 | Walther Gerdts                                                          | Eggertspiele                                   |
| 2008   | 7    | Galaxy Trucker                            | Vlaada Chvátil                                                          | Czech Games Edition                            |
| 2008   | 8    | Keltis                                    | Reiner Knizia                                                           | Kosmos                                         |
| 2008   | 9    | Wie verhext!                              | Andreas Pelikan                                                         | Alea Ravensburger                              |
| 2008   | 10   | Metropolys                                | Sébastien Pauchon                                                       | Ystari Games                                   |
| 2009   | 1    | Dominion                                  | Donald Vaccarino                                                        | Hans im Glück                                  |
| 2009   | 2    | Le Havre                                  | Uwe Rosenberg                                                           | Lookout Games                                  |
| 2009   | 3    | Pandemia                                  | Matt Leacock                                                            | Pegasus Spiele                                 |
| 2009   | 4    | Finca                                     | Ralf zur Linde, Wolfgang Sentker                                        | Hans im Glück                                  |
| 2009   | 5    | Small World                               | Philippe Keyaerts                                                       | Days of Wonder                                 |
| 2009   | 6    | Valdora                                   | Michael Schacht                                                         | Abacusspiele                                   |
| 2009   | 7    | Diamonds Club                             | Rüdiger Dorn                                                            | Ravensburger                                   |
| 2009   | 8    | Through the Ages: A Story of Civilization | Vlaada Chvátil                                                          | Pegasus Spiele                                 |
| 2009   | 9    | Sherwood Forest                           | Nils Finkemeyer                                                         | Eggertspiele                                   |
| 2009   | 10   | Fauna                                     | Friedemann Friese                                                       | Huch & friends                                 |
| 2010   | 1    | Fresco                                    | Marco Ruskowski, Marcel Süßelbeck                                       | Queen Games                                    |
| 2010   | 2    | Vasco da Gama                             | Paolo Mori                                                              | What's Your Game?                              |
| 2010   | 3    | Die Tore der Welt                         | Michael Rieneck, Stefan Stadler                                         | Kosmos                                         |
| 2010   | 4    | Tobago                                    | Bruce Allen                                                             | Zoch                                           |
| 2010   | 5    | Hansa Teutonica                           | Andreas Steding                                                         | Argentum Verlag                                |
| 2010   | 6    | Magister Navis                            | Carl de Visser, Jarratt Gray                                            | Lookout Games                                  |
| 2010   | 7    | Egizia                                    | Acchittocca                                                             | Hans im Glück                                  |
| 2010   | 8    | Macao                                     | Stefan Feld                                                             | Alea Ravensburger                              |
| 2010   | 9    | Dungeon Lords                             | Vlaada Chvátil                                                          | Czech Games Edition                            |
| 2010   | 10   | Machtspiele                               | Maximilian Thiel                                                        | Eggertspiele                                   |
| 2011   | 1    | 7 Wonders                                 | Antoine Bauza                                                           | Repos Production                               |
| 2011   | 2    | Die Burgen von Burgund                    | Stefan Feld                                                             | Alea Ravensburger                              |
| 2011   | 3    | Troyes                                    | Sébastien Dujardin, Xavier Georges, Alain Orban                         | Pearl Games                                    |
| 2011   | 4    | Navegador                                 | Walther Gerdts                                                          | PD Verlag                                      |
| 2011   | 5    | Asara                                     | Wolfgang Kramer, Michael Kiesling                                       | Ravensburger                                   |
| 2011   | 6    | Mondo                                     | Michael Schacht                                                         | Pegasus Spiele                                 |
| 2011   | 7    | Pantheon                                  | Michael Tummelhofer                                                     | Hans im Glück                                  |
| 2011   | 8    | Lancaster                                 | Matthias Cramer                                                         | Queen Games                                    |
| 2011   | 9    | Luna                                      | Stefan Feld                                                             | Hall Games                                     |
| 2011   | 10   | Strasbourg                                | Stefan Feld                                                             | Pegasus Spiele                                 |
| 2012   | 1    | Village                                   | Inka Brand, Markus Brand                                                | Eggertspiele                                   |
| 2012   | 2    | Trajan                                    | Stefan Feld                                                             | Ammonit/Huch & Friends                         |
| 2012   | 3    | Hawaii                                    | Gregory Daigle                                                          | Hans im Glück                                  |
| 2012   | 4    | Ora et Labora                             | Uwe Rosenberg                                                           | Lookout Spiele                                 |
| 2012   | 5    | Helvetia                                  | Matthias Cramer                                                         | Kosmos                                         |
| 2012   | 6    | Targi                                     | Andreas Steiger                                                         | Kosmos                                         |
| 2012   | 7    | Kingdom Builder                           | Donald X. Vaccarino                                                     | Queen Games                                    |
| 2012   | 8    | Las Vegas                                 | Rüdiger Dorn                                                            | Alea Ravensburger                              |
| 2012   | 9    | Africana                                  | Michael Schacht                                                         | Abacusspiele                                   |
| 2012   | 10   | Santa Cruz                                | Marcel-André Casasola Merkle                                            | Hans im Glück                                  |
| 2013   | 1    | Terra Mystica                             | Helge Ostertag, Jens Drögemüller                                        | Feuerland Spiele                               |
| 2013   | 2    | Tzolkin                                   | Simone Luciani, Daniele Tascini                                         | Czech Games Edition, Heidelberger Spieleverlag |
| 2013   | 3    | Brügge                                    | Stefan Feld                                                             | Hans im Glück                                  |
| 2013   | 4    | Bora Bora                                 | Stefan Feld                                                             | Alea Ravensburger                              |
| 2013   | 5    | Le leggende di Andor                      | Michael Menzel                                                          | Kosmos                                         |
| 2013   | 6    | Hanabi                                    | Antoine Bauza                                                           | Abacusspiele                                   |
| 2013   | 7    | Yedo                                      | Wolf Plancke, Thomas Vande Ginste                                       | Eggertspiele, Pegasus Spiele                   |
| 2013   | 8    | Keyflower                                 | Sebastian Bleasdale, Richard Breese                                     | R & D Spiele                                   |
| 2013   | 9    | Rialto                                    | Stefan Feld                                                             | Pegasus Spiele                                 |
| 2013   | 10   | Augustus                                  | Paolo Mori                                                              | Hurrican Edition                               |
| '2014' | 1    | Russian Railroads                         | Helmut Ohley, Leonhard Orgler                                           | Hans im Glück                                  |
| '2014' | 2    | Istanbul                                  | Rüdiger Dorn                                                            | Pegasus Spiele                                 |
| '2014' | 3    | Concordia                                 | Mac Gerdts                                                              | PD-Verlag                                      |
| '2014' | 4    | Love Letter                               | Seiji Kanai                                                             | Pegasus Spiele                                 |
| '2014' | 5    | Camel Up                                  | Steffen Bogen                                                           | Eggertspiele, Pegasus Spiele                   |
| '2014' | 6    | Caverna - Il Popolo delle Montagne        | Uwe Rosenberg                                                           | Lookout Games                                  |
| '2014' | 7    | Lewis & Clark                             | Cédrick Chaboussit                                                      | Heidelberger Spieleverlag, Ludonaute           |
| '2014' | 8    | Rokoko                                    | Matthias Cramer, Louis Malz, Stefan Malz                                | Eggertspiele, Pegasus Spiele                   |
| '2014' | 9    | Glass Road                                | Uwe Rosenberg                                                           | Feuerland Spiele                               |
| '2014' | 10   | Splendor                                  | Marc André                                                              | Space Cowboys                                  |
| 2015   | 1    | Sulle Tracce di Marco Polo                | Daniele Tascini, Simone Luciani                                         | Hans im Glück                                  |
| 2015   | 2    | Orléans                                   | Reiner Stockhausen                                                      | dlp games                                      |
| 2015   | 3    | Colt Express                              | Christophe Raimbault                                                    | Ludonaute                                      |
| 2015   | 4    | Murano                                    | Inka Brand, Markus Brand                                                | Lookout Games                                  |
| 2015   | 5    | Arler Erde                                | Uwe Rosenberg                                                           | Feuerland Spiele                               |
| 2015   | 6    | Five Tribes                               | Bruno Cathala                                                           | Days of Wonder                                 |
| 2015   | 7    | Cacao                                     | Phil Walker-Harding                                                     | Abacusspiele                                   |
| 2015   | 8    | Machi Koro                                | Masao Suganuma                                                          | Kosmos                                         |
| 2015   | 9    | Aquasphere                                | Stefan Feld                                                             | Hall Games, Pegasus Spiele                     |
| 2015   | 10   | Patchwork                                 | Uwe Rosenberg                                                           | Lookout Games                                  |
| 2016   | 1    | Mombasa                                   | Alexander Pfister                                                       | Eggertspiele, Pegasus Spiele                   |
| 2016   | 2    | Nome in codice                            | Vlaada Chvátil                                                          | Czech Games Edition, Heidelberger Spieleverlag |
| 2016   | 3    | T.I.M.E. Stories                          | Manuel Rozoy                                                            | Space Cowboys                                  |
| 2016   | 4    | Pandemic Legacy                           | Matt Leacock, Rob Daviau                                                | Z-Man Games                                    |
| 2016   | 5    | Mysterium                                 | Oleksandr Nevskiy, Oleg Sidorenko                                       | Libellud                                       |
| 2016   | 6    | Karuba                                    | Rüdiger Dorn                                                            | HABA                                           |
| 2016   | 7    | Isle of Skye                              | Andreas Pelikan, Alexander Pfister                                      | Lookout Games                                  |
| 2016   | 8    | Imhotep                                   | Phil Walker-Harding                                                     | Kosmos                                         |
| 2016   | 9    | 7 Wonders: Duel                           | Bruno Cathala, Antoine Bauza                                            | Repos Production                               |
| 2016   | 10   | Nippon                                    | Nuno Bizarro Sentiero, Paulo Soledade                                   | What's Your Game                               |
| 2017   | 1    | Terraforming Mars                         | Jacob Fryxelius                                                         | FryxGames, Ghenos Games                        |
| 2017   | 2    | Great Western Trail                       | Alexander Pfister                                                       | Eggertspiele, Pegasus Spiele                   |
| 2017   | 3    | La Festa per Odino                        | Uwe Rosenberg                                                           | Feuerland, Cranio Creations                    |
| 2017   | 4    | Scythe (gioco)                            | Jamey Stegmaier                                                         | Feuerland, Stonemaier                          |
| 2017   | 5    | First Class                               | Helmut Ohley, Leonhard Orgler                                           | Hans im Glück                                  |
| 2017   | 6    | Kingdomino                                | Bruno Cathala                                                           | Pegasus Spiele                                 |
| 2017   | 6    | Raiders of the North Sea                  | Shem Phillips                                                           | Schwerkraft, Ghenos games                      |
| 2017   | 7    | Frutta Fatata                             | Friedemann Friese                                                       | 2F, Giochi Uniti                               |
| 2017   | 8    | Captain Sonar                             | Roberto Fraga, Yohan Lemonnier                                          | Pegasus Spiele                                 |
| 2017   | 9    | Magic Maze                                | Kasper Lapp                                                             | Pegasus Spiele, Sit Down!                      |
| 2017   | 10   | The Legendary El Dorado                   | Reiner Knizia                                                           | Ravensburger                                   |
| 2018   | 1    | Azul                                      | Michael Kiesling                                                        | Plan B Games, Ghenos Games                     |
| 2018   | 2    | Progetto Gaia                             | Helge Ostertag, Jens Drögemüller                                        | Feuerland, Cranio Creations                    |
| 2018   | 3    | I Ragià del Gange                         | Inka Brand, Markus Brand                                                | Huch, dV Giochi                                |
| 2018   | 4    | Clan di Caledonia                         | Juma Al-JouJou                                                          | Karma Games, Red Glove                         |
| 2018   | 5    | Heaven & Ale                              | Michael Kiesling, Andreas Schmidt                                       | Eggertspiele, Pegasus Spiele                   |
| 2018   | 6    | Pandemic Legacy: Season 2                 | Matt Leacock, Rob Daviau                                                | Z-Man, Asmodee                                 |
| 2018   | 7    | Clank!                                    | Paul Dennen                                                             | Schwerkraft, Raven                             |
| 2018   | 8    | I Ciarlatani di Quedlinburgo              | Wolfgang Warsch                                                         | Schmidt, Devir Italia                          |
| 2018   | 9    | The Mind                                  | Wolfgang Warsch                                                         | Nürnberger Spielkarten Verlag                  |
| 2018   | 10   | Altiplano                                 | Reiner Stockhausen                                                      | dlp games, Giochix                             |
| 2019   | 1    | Wingspan                                  | Elizabeth Hargrave                                                      | Feuerland, Ghenos Games                        |
| 2019   | 2    | Le Taverne di Valfonda                    | Wolfgang Warsch                                                         | Schmidt, Devir Italia                          |
| 2019   | 3    | Teotihuacan: Città degli Dei              | Daniele Tascini, Dávid Turczi                                           | Schwerkraft, Giochix                           |
| 2019   | 4    | Spirit Island                             | R. Eric Reuss                                                           | Pegasus Spiele, Ghenos Games                   |
| 2019   | 5    | Architetti del Regno Occidentale          | Shem Phillips, S.J. Macdonald                                           | Schwerkraft, Fever Games                       |
| 2019   | 6    | Detective: sulla scena del crimine        | Ignacy Trzewiczek, Przemysław Rymer, Jakub Łapot                        | Portal Games, Pendragon                        |
| 2019   | 7    | Underwater Cities                         | Vladimir Suchy                                                          | Delicious Games, MS Edizioni                   |
| 2019   | 8    | Newton                                    | Nestore Mangone, Simone Luciani                                         | Cranio Creations                               |
| 2019   | 9    | Just One                                  | Ludovic Roudy, Bruno Sautter                                            | Repos Production, Asmodee                      |
| 2019   | 10   | Gloomhaven                                | Isaac Childres                                                          | Feuerland, Asmodee                             |
| 2020   | 1    | The Crew - Alla scoperta del Pianeta Nove | Thomas Sing                                                             | Kosmos, Giochi Uniti                           |
| 2020   | 2    | Cartographers                             | Jordy Adan                                                              | Pegasus Spiele                                 |
| 2020   | 3    | Maracaibo                                 | Alexander Pfister                                                       | Game’s Up                                      |
| 2020   | 4    | Barrage                                   | Tommaso Battista, Simone Luciani                                        | Cranio Creations                               |
| 2020   | 5    | Cooper Island                             | Andreas Odendahl                                                        | Frosted Games, Pegasus Spiele                  |
| 2020   | 6    | Glen More II: Chronicles                  | Matthias Cramer                                                         | Funtails                                       |
| 2020   | 7    | Crystal Palace                            | Carsten Lauber                                                          | Feuerland                                      |
| 2020   | 8    | Parks                                     | Henry Audubon                                                           | Feuerland                                      |
| 2020   | 9    | Marco Polo II: agli ordini del Khan       | Daniele Tascini, Simone Luciani                                         | Hans im Glück, Giochi Uniti                    |
| 2020   | 10   | Paladini del Regno Occidentale            | Shem Phillips, S J Macdonald                                            | Schwerkraft Verlag, Fever Games                |
| 2021   | 1    | Le rovine perdute di Arnak                | Michaela Štachová, Michal Štach                                         | Czech Games Edition, Cranio Creations          |
| 2021   | 2    | MicroMacro: Crime City                    | Johannes Sich                                                           | Edition Spielwiese, MS Edizioni                |
| 2021   | 3    | Die Abenteuer des Robin Hood              | Michael Menzel                                                          | Kosmos                                         |
| 2021   | 4    | Paleo                                     | Peter Rustemeyer                                                        | Hans im Glück                                  |
| 2021   | 5    | Aeon's End                                | Kevin Riley                                                             | Indie Boards & Cards                           |
| 2021   | 6    | Everdell                                  | James A. Wilson                                                         | Starling Games                                 |
| 2021   | 7    | Fantastische Reiche                       | Bruce Glassco                                                           | Strohmann Games                                |
| 2021   | 8    | ANNO 1800                                 | Martin Wallace                                                          | Kosmos                                         |
| 2021   | 9    | Praga Caput Regni                         | Vladimír Suchý                                                          | Delicious Games, Tesla Games                   |
| 2021   | 10   | Gloomhaven: Jaws of the Lion              | Isaac Childres                                                          | Cephalofair Games, Asmodée                     |
| 2022   | 1    | Ark Nova                                  | Mathias Wigge                                                           | Feuerland                                      |
| 2022   | 2    | Cascadia                                  | Randy Flynn                                                             | Kosmos                                         |
| 2022   | 3    | Dune: Imperium                            | Paul Dennen                                                             | Dire Wolf                                      |
| 2022   | 4    | Living Forest                             | Aske Christiansen                                                       | Pegasus Spiele                                 |
| 2022   | 5    | The Red Cathedral                         | Sheila Santos e Israel Cendrero                                         | Kosmos / Devir Games                           |
| 2022   | 6    | Witchstone                                | Martino Chiacchiera e Reiner Knizia                                     | R&R Games / Huch!                              |
| 2022   | 7    | Beyond the Sun                            | Dennis K. Chan                                                          | Strohmann Games                                |
| 2022   | 8    | Scout                                     | Kei Kajino                                                              | Oink Games                                     |
| 2022   | 9    | Golem                                     | Flaminia Brasini, Virginio Gigli e Simone Luciani                       | Cranio Creations                               |
| 2022   | 10   | Terraforming Mars: Ares Expedition        | Jacob Fryxelius, Nick Little e Sydney Engelstein                        | Schwerkraft Verlag                             |
| 2023   | 1    | Pianeti Sconosciuti                       | Ryan Lambert e Adam Rehberg                                             | Strohmann Games / Pendragon Game Studio        |
| 2023   | 2    | Dorfromantik                              | Michael Palm e Lukas Zach                                               | Pegasus Spiele                                 |
| 2023   | 3    | Heat                                      | Asgar Harding Granerung e Daniel Skjold Pedersen                        | Days of Wonder / Asmodee                       |
| 2023   | 4    | Erde                                      | Maxime Tardif                                                           | Skellig Games                                  |
| 2023   | 5    | Marrakesh                                 | Stefan Feld                                                             | Queen Games                                    |
| 2023   | 6    | Woodcraft                                 | Ross Arnold e Vladimir Suchy                                            | Delicious Games / Pegasus                      |
| 2023   | 7    | Challengers                               | Johannes Krenner e Markus Slawischek                                    | 1 More Times Games / Asmodee                   |
| 2023   | 8    | Next Station London                       | Matthew Dunstan                                                         | HCM Kinzel                                     |
| 2023   | 9    | Hitster                                   | Marcus Carleson                                                         | Jumbo Spiele                                   |
| 2023   | 10   | Tiletum                                   | Simone Luciani e Daniele Tascini                                        | Giant Roc / Board & Dice                       |
| 2024   | 1    | Forest Shuffle                            | Kosch                                                                   | Lookout Games / Asmodee                        |
| 2024   | 2    | Sky Team                                  | Luc Rémond                                                              | Kosmos / Scorpion Masqué                       |
| 2024   | 3    | Die weiße Burg                            | Sheila Santos e Israel Cendrero                                         | Kosmos / Devir                                 |
| 2024   | 4    | Darwin's Journey                          | Simone Luciani e Nestore Mangone                                        | Skellig Games / ThunderGryph Games             |
| 2024   | 5    | Too Many Bones                            | Adam Carlson e Josh J. Carlson                                          | Frosted Games / Chip Theory Games              |
| 2024   | 6    | Revive                                    | Kristian Amundsen Østby, Helge Meissner, Anna Wermlund e Eilif Svensson | Pegasus Spiele / Aporta Games                  |
| 2024   | 7    | Harmonies                                 | Johan Benvenuto                                                         | Libellud / Asmodee                             |
| 2024   | 8    | Obsession                                 | Dan Hallagan                                                            | Strohmann Games / Kayenta Games                |
| 2024   | 9    | Helden müssen draußen bleiben!            | Luís Brüeh                                                              | Mirakulus / Brueh Games                        |
| 2024   | 10   | Nukleum                                   | Simone Luciani e Dávid Turczi                                           | Giant Roc / Board & Dice                       |

### Premio Deutscher Kinderspiele Preis

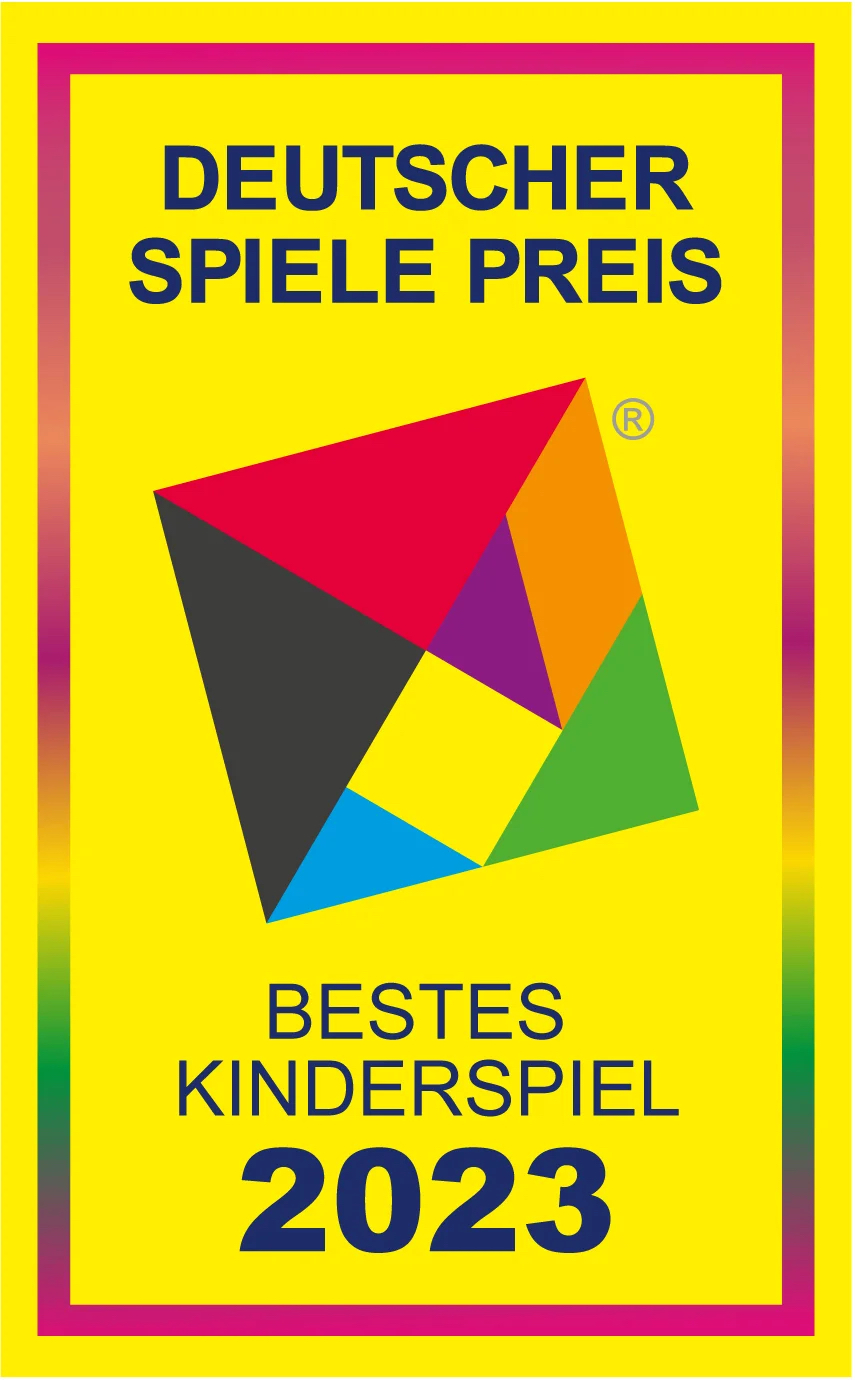
Logo del premio Deutschen Kinderspielepreis.

Lista dei giochi vincitori del premio Deutscher Kinderspiele Preis.
Per i giochi pubblicati anche in Italia viene riportato anche il titolo in italiano e l'editore italiano che ha pubblicato il gioco.
| Anno | Gioco                                                 | Autore                                 | Editore                          |
| ---- | ----------------------------------------------------- | -------------------------------------- | -------------------------------- |
| 1992 | Maiali al galoppo (Schweinsgalopp)                    | Heinz Meister                          | Ravensburger                     |
| 1993 | Verflixt gemixt                                       | Heinz Meister                          | Ravensburger                     |
| 1994 | Husch, husch, kleine Hexe                             | Heinz Meister                          | F.X. Schmid                      |
| 1995 | Piepmatz                                              | Charles Girsch                         | F.X. Schmid                      |
| 1996 | Hallo Dachs!                                          | Klaus Teuber                           | Goldsieber                       |
| 1997 | Die Ritter von der Haselnuß                           | Klaus Teuber                           | Goldsieber                       |
| 1998 | Zicke Zacke Spenna il pollo (Zicke Zacke Hühnerkacke) | Klaus Zoch                             | Zoch Verlag                      |
| 1999 | Kayanak                                               | Peter-Paul Joopen                      | HABA                             |
| 2000 | Piero il pirata (Piraten-Pitt)                        | Wolfgang Kramer                        | HABA                             |
| 2001 | Zapp zerapp                                           | Heinz Meister, Klaus Zoch              | Zoch Verlag                      |
| 2002 | Höchst verdächtig                                     | Manfred Ludwig                         | HABA                             |
| 2003 | Alla scuola dei fantasmi (Schloss Schlotterstein)     | Kai Haferkamp, Markus Nikisch          | HABA                             |
| 2004 | Dicke Luft in der Gruft                               | Norbert Proena                         | Zoch Verlag                      |
| 2005 | Akaba                                                 | Guido Hoffmann                         | HABA                             |
| 2006 | La notte dei maghi (Nacht der Magier)                 | Jens-Peter Schliemann, Kirsten Becker  | Drei Magier Spiele               |
| 2007 | Chateau Roquefort (Burg Appenzell)                    | Bernhard Weber, Jens-Peter Schliemann  | Zoch Verlag                      |
| 2008 | Wer war's?                                            | Reiner Knizia                          | Ravensburger                     |
| 2009 | Castello dei 1000 specchi (Burg der 1000 Spiegel)     | Inka Brand, Markus Brand               | Kosmos                           |
| 2010 | Kraken-Alarm                                          | Oliver Igelhaut                        | Kosmos                           |
| 2011 | Acchiappa mostri (Monster-Falle)                      | Inka Brand, Markus Brand               | Kosmos                           |
| 2012 | La tarma imbrogliona (Mogel Motte)                    | Emely Brand, Lukas Brand               | Drei Magier Spiele               |
| 2013 | La cucaracha (Kakerlakak)                             | Peter-Paul Joopen                      | Ravensburger                     |
| 2014 | Draghi lingua di fuoco (Feuerdrachen)                 | Carlo Emanuele Lanzavecchia            | HABA                             |
| 2015 | Spinderella                                           | Roberto Fraga                          | Zoch Verlag                      |
| 2016 | Leo                                                   | Leo Colovini                           | Abacus Spiele, dV Giochi         |
| 2017 | Ice Cool                                              | Brian Gomez                            | Amigo Spiele                     |
| 2018 | Memoarrr!                                             | Carlo Bortolini                        | Pegasus Spiele, Cranio Creations |
| 2019 | Concept Kids: Tiere                                   | Gaëtan Beaujannot, Alain Rivollet      | Repos Production                 |
| 2020 | Andor Junior                                          | Inka Brand, Markus Brand               | Kosmos                           |
| 2021 | Dodo                                                  | Frank Bebenroth, Marco Teubner         | Kosmos                           |
| 2022 | Mit Quacks & Co. nach Quedlinburg                     | Wolfgang Warsch                        | Schmidt Spiele                   |
| 2023 | Mysterium Kids                                        | Antonin Boccara e Yves Hirschfeld      | Libellud                         |
| 2024 | Magic Keys                                            | Arno Steinwender e Markus Slawitscheck | Game Factory / Happy Baobab      |